# Palazzo Spaur (Sporminore)

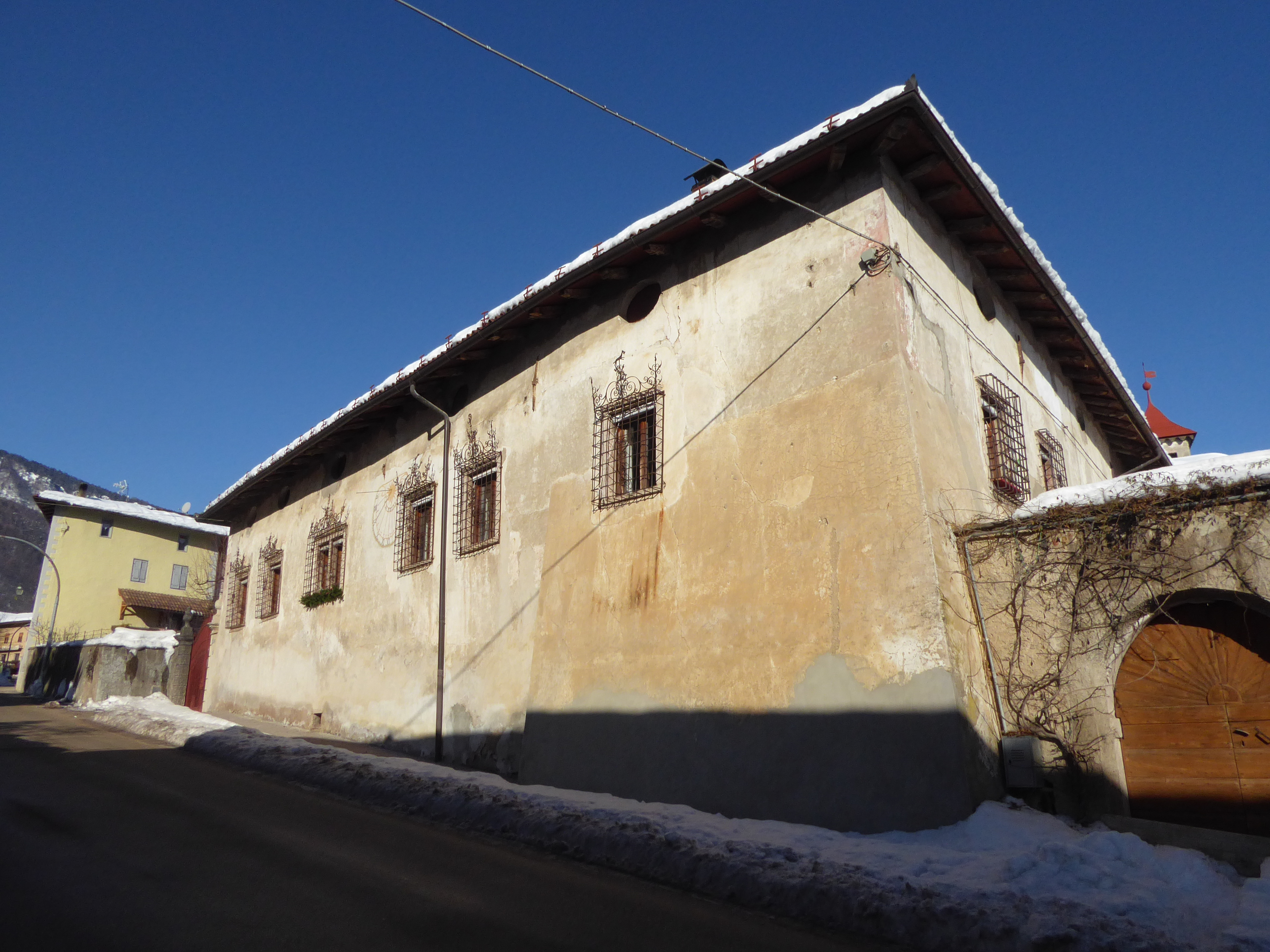
Palazzo Spaur

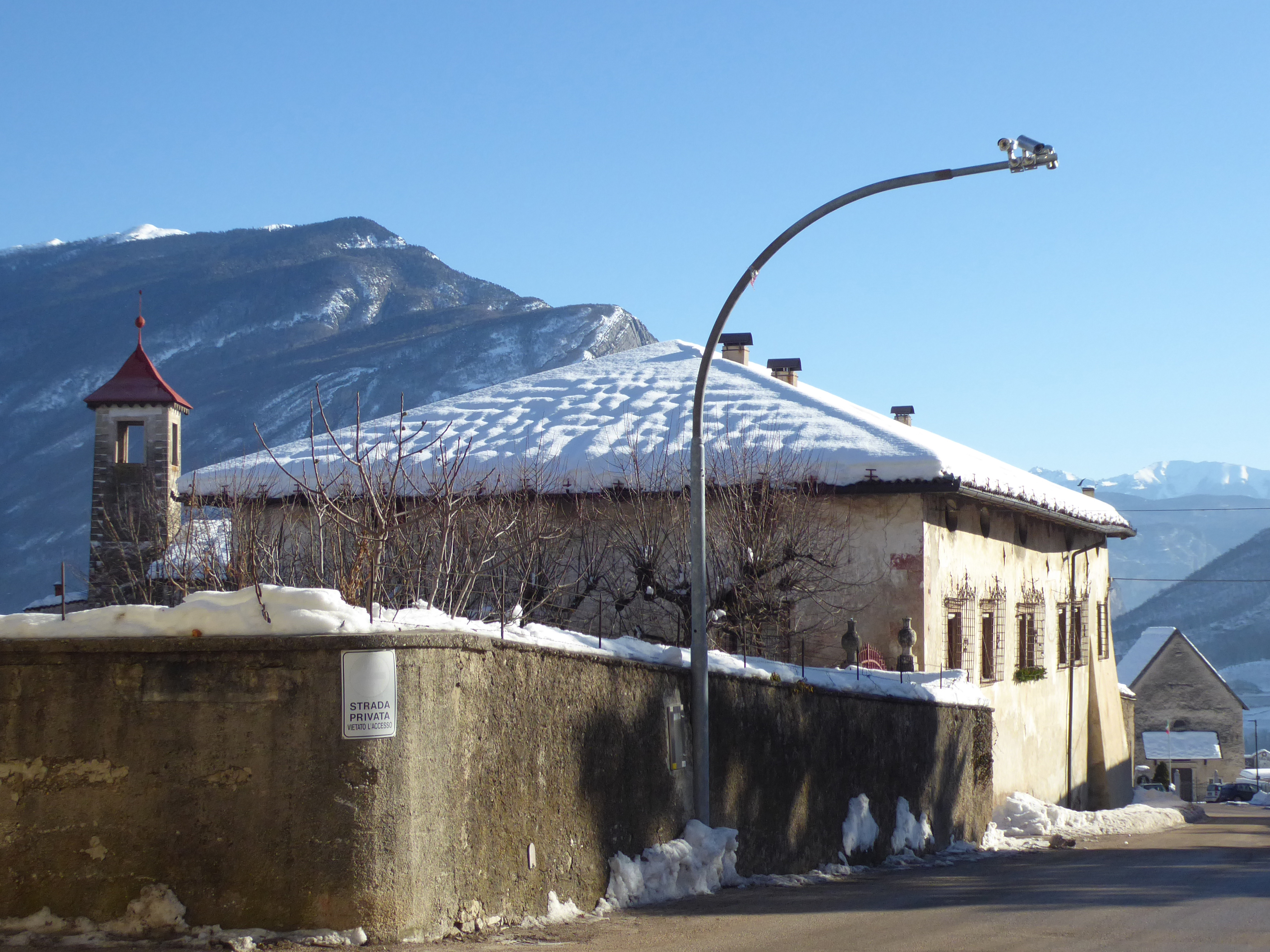
Rückansicht

Das Palazzo Spaur auch Palazzo Nuovo ist ein altes Herrenhaus in Sporminore im Trentino.

## Geschichte
Sporminore war Sitz eines eigenen Gerichts, das 1480 im Zusammenhang eines Tauschs von Jakob von Spaur erwähnt wurde. Der ursprüngliche Sitz der Grafen von Spaur, Castel Sporo-Rovina, war im Laufe der Jahrhunderte verfallen. Darauf ließ sich die Familie in Sporminore im 16. Jahrhundert ein neues Herrenhaus, das sogenannte Palazzo Nuovo erbauen. Es liegt in Sichtachse zum alten Castel Sporo-Rovina. Nach dem Tode von Franz Paris Graf von Spaur erbte das Anwesen 1718 dessen Witwe Julia Lucretia geb. von Thavon. 

## Beschreibung
Es handelt sich um einen massiven Renaissance-Bau mit einem schmalen rechteckigem Turm. An der Außenwand befinden sich steingerahmte Fenster mit Eisengittern und eine Sonnenuhr. Die Gartenseite ist von einer Umfassungsmauer umgeben. Im Inneren haben sich Wandmalereien erhalten.